# Carlos Rufart
Carlos Rufart (6 de octubre de 1887-3 de abril de 1957) fue un cantante, actor y libretista de zarzuela español.

## Biografía
Rufart, barítono, trabajó en Barcelona, en el Teatro Eldorado, además de transitar por Cádiz y otras zonas de Andalucía, Valencia y Murcia, volviendo a Barcelona, al Teatro Gran Vía. Ganó fama como cantante en esta primera etapa, tras la cual decidió instalarse en la capital.
En Madrid trabajó en el Teatro de la Zarzuela, en piezas como La Dolores —en el papel de Melchor— y Los mosqueteros, además de participar como intérprete en El húsar de la guardia, La casita blanca, Lola Montes, La reina mora, La manta zamorana, La Gran Vía, La verbena de la Paloma o La balada de la luz. Tuvo una prolongada carrera como miembro de la compañía del Teatro de Apolo de Madrid (entre 1908 y 1922 aproximadamente) protagonizando numerosos estrenos. Tras su salida del Apolo continuó trabajando en diversos teatros madrileños durante las décadas de los años veinte y treinta. De su actividad paralela como libretista es recordado, entre otros, por el texto teatral de la revista De Madrid al infierno (con música de Francisco Alonso), estrenada en el Teatro Martín de Madrid en 1918.
Participó como actor en la segunda película sonora del cine español, El misterio de la Puerta del Sol (1930).
Habría fallecido en 1957.